# Mirakelkolom
De Mirakelkolom is een zuil op het Rokin in Amsterdam opgesteld als herinnering aan de Heilige Stede, een kerkgebouw dat zich destijds aan het Rokin bevond. Het woord 'mirakel' verwijst naar het Mirakel van Amsterdam, dat in 1345 zou hebben plaatsgevonden.
De zuil werd in 1988 geplaatst als onderdeel van het project Stichting Amsterdam Versierd van Geurt Brinkgreve, die hiermee de geschiedenis van Amsterdam in de openbare ruimte wilde terugzien. Hier werd gekozen voor een bundelpijler samengesteld uit een nieuw basement, zuiltrommels en een kapiteel van bouwfragmenten afkomstig uit de oorspronkelijke middeleeuwse kerk annex Nieuwezijds Kapel, die in 1908 gesloopt werd. De zuilelementen hebben na de afbraak opgesteld gestaan in de tuin van het Rijksmuseum en zijn later opgeslagen op de opslagplaats Dienst der Publieke Werken en Monumentenzorg op het terrein van de Uilenburger Synagoge.
Kunstenaar Hans 't Mannetje verzamelde de onderdelen en maakte er dus een nieuwe zuil van. De zuil heeft een gewapende kern gekregen met bovenop een kussenblok en onderop een nieuw steenblok met een ingebeitelde verklarende tekst in pseudo-oude belettering. De zuil is gefundeerd met vier 12 meter lange palen.
Vooruitlopend op de bouw van de Noord/Zuidlijn werd de zuil in 2001 weggehaald en tijdelijk opgeslagen op een opslagterrein bij het ventilatorgebouw van de IJ-tunnel in Amsterdam-Noord. Op 25 februari 2017 werd de Mirakelkolom teruggeplaatst op de oude plek bij de Wijde Kapelsteeg. Omdat de kolom niet stevig stond werd hij weer verwijderd en verstevigd in april 2018 opnieuw geplaatst.
De zuil van 67.000 gulden (in 1988) werd bekostigd door genoemde stichting en Gezelschap  van de Stille Omgang. Brinkgreve was er tevreden over: {[citaat:Een object van grote cultuurhistorische waarde en een verrijking voor het stadsbeeld.}}
Hulpbisschop Joseph Lescrauwaet van Bisdom Haarlem-Amsterdam kwam de kolom in maart 1988 onthullen.
Het Mirakel van Amsterdam is ook de naamgever van de Mirakelbrug op de grens Amsterdam-Centrum en Amsterdam-West. Ook in de 21e eeuw is onduidelijk hoe de brug daar aan haar naam is gekomen.

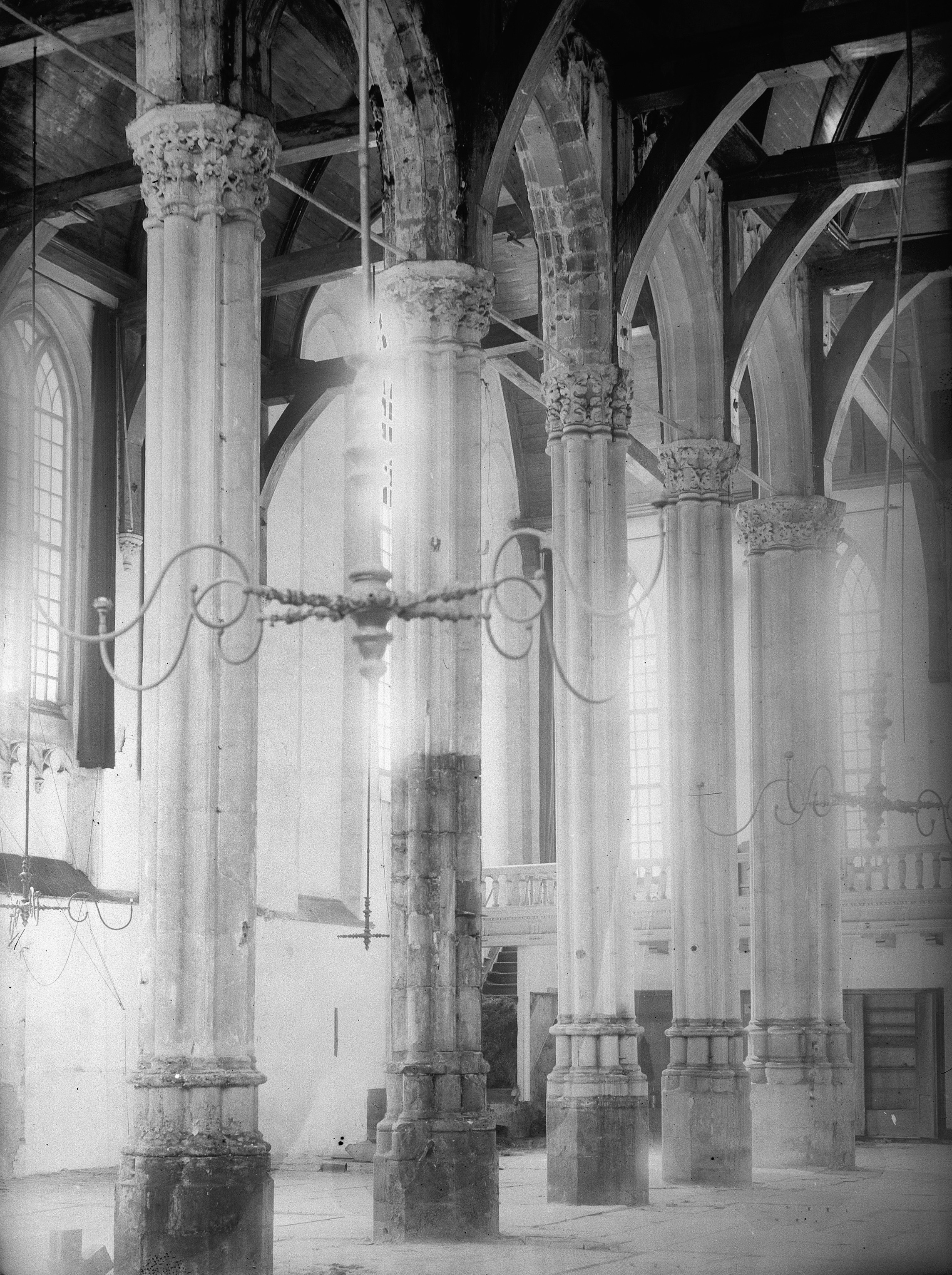
Zuilen in oorspronkelijke opstelling in de kerk
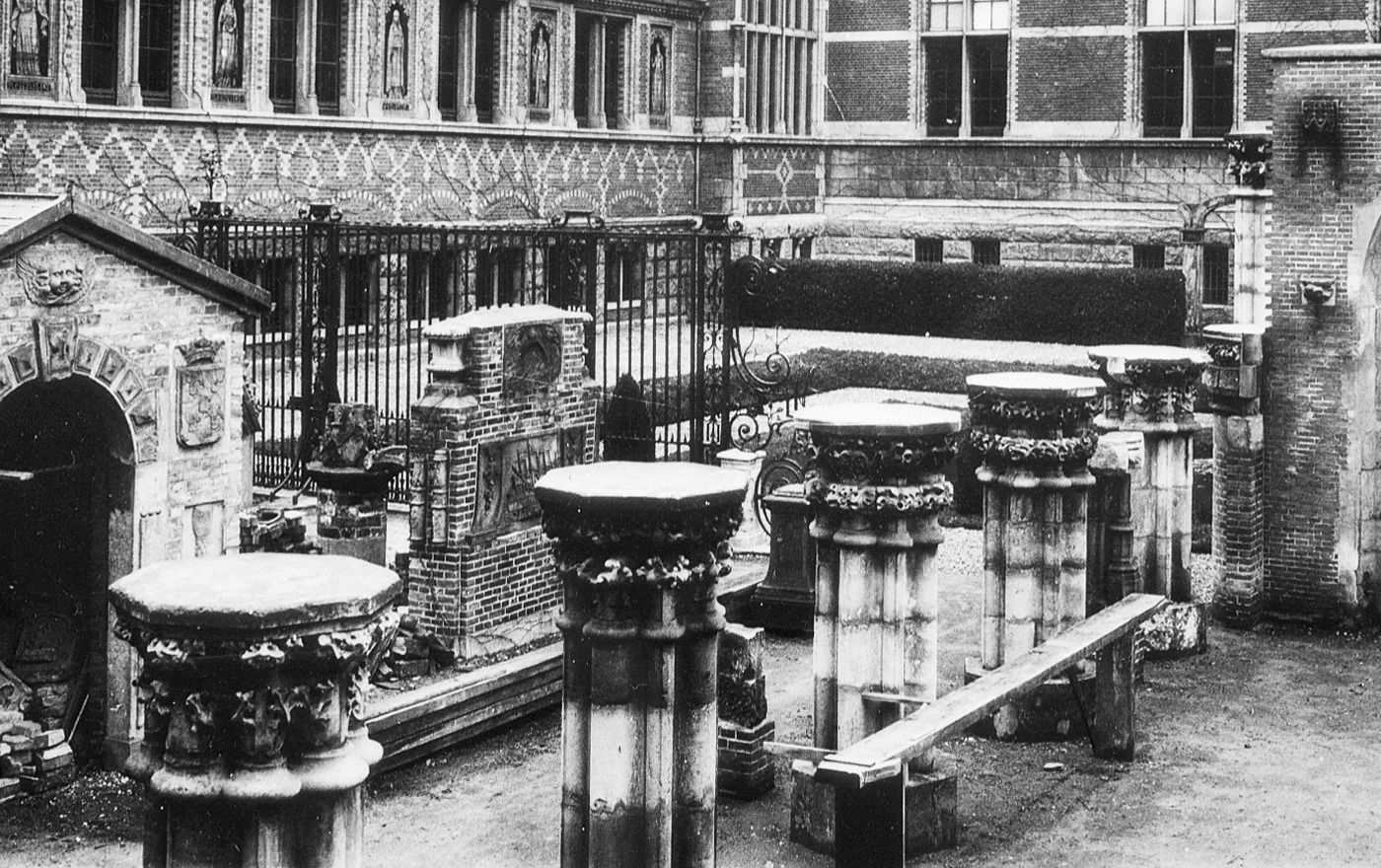
Opstelling Rijksmuseum
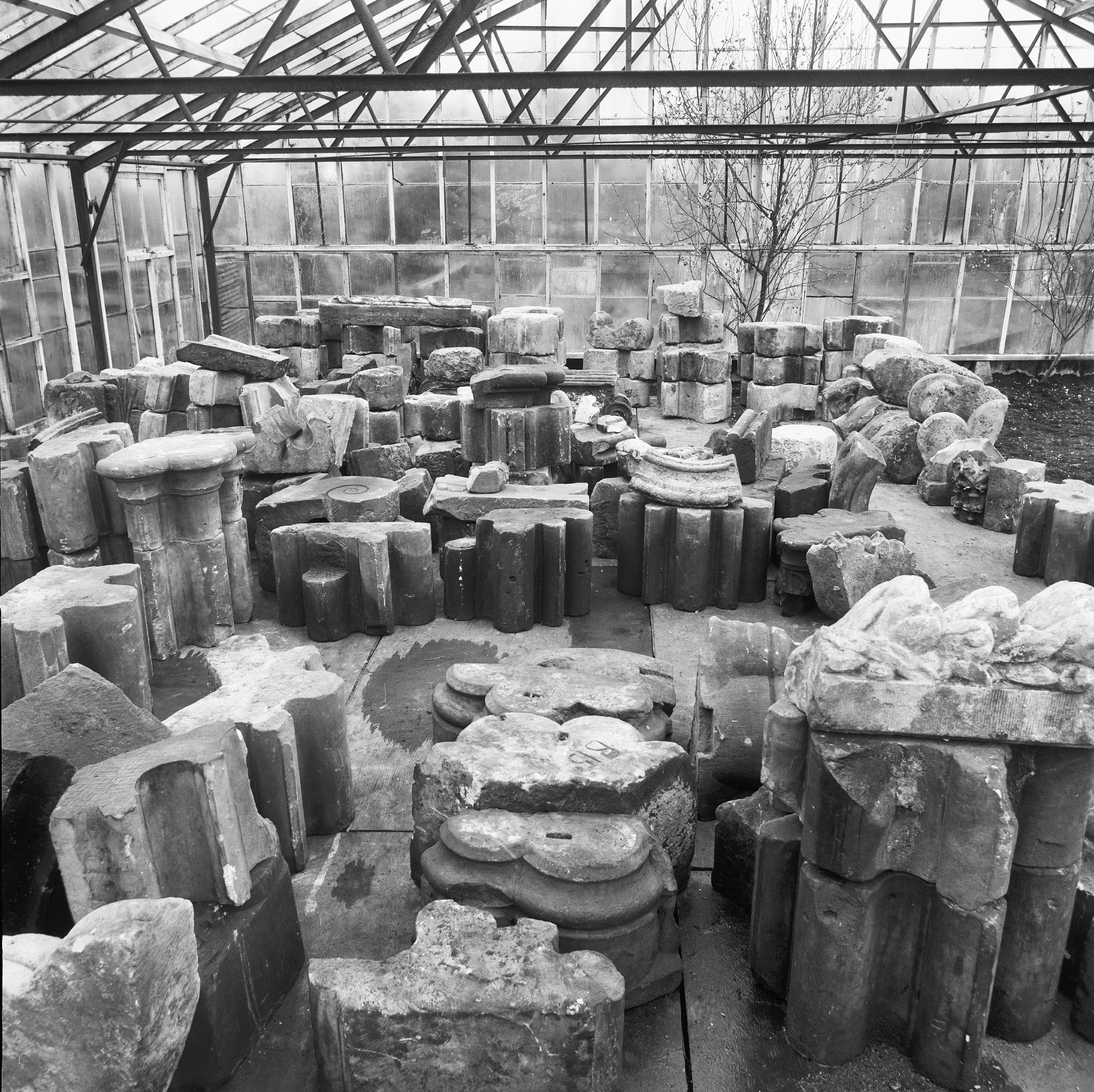
Opslag bouwfragmenten in 1988
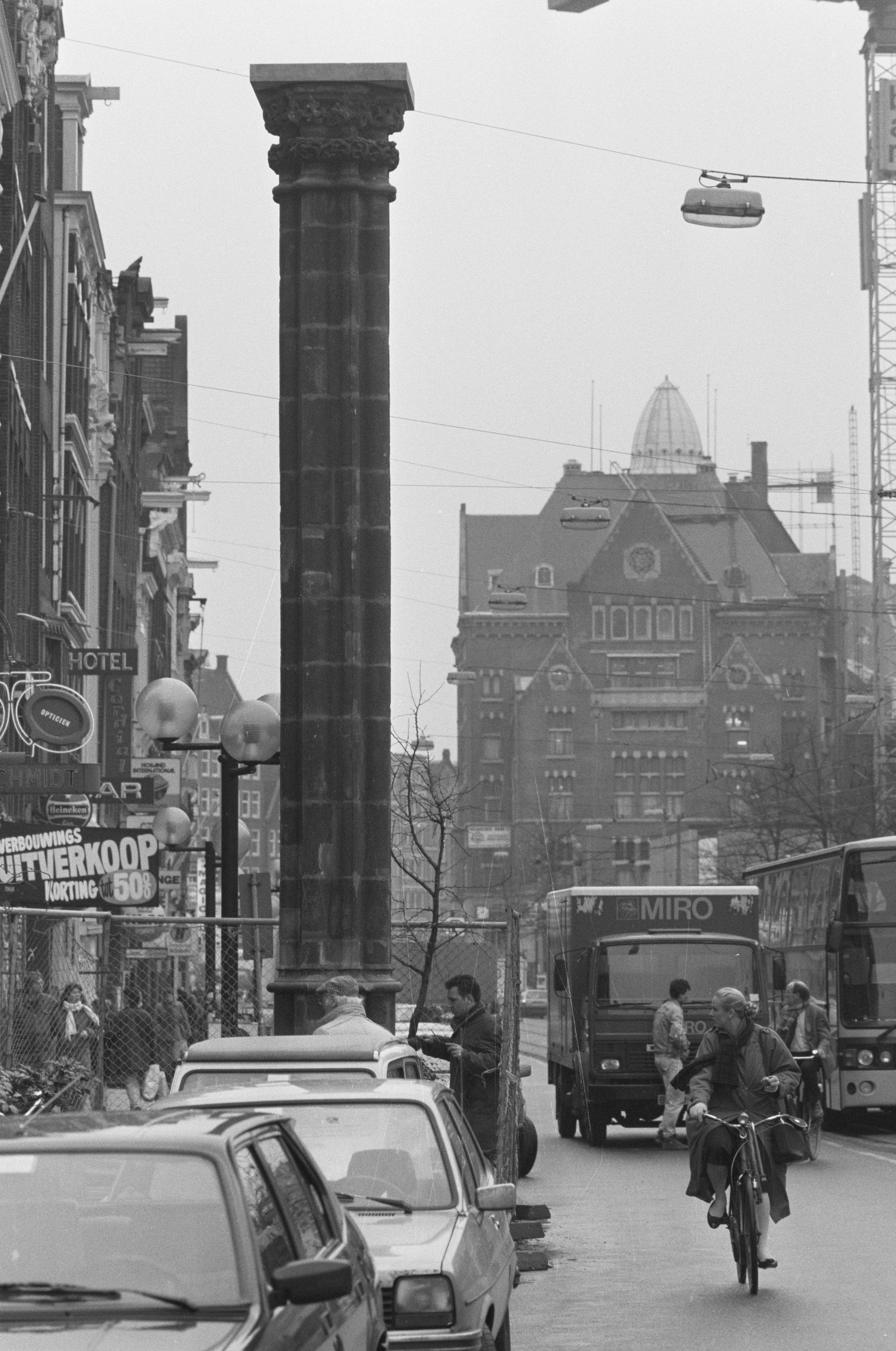
Mirakelkolom in 1988
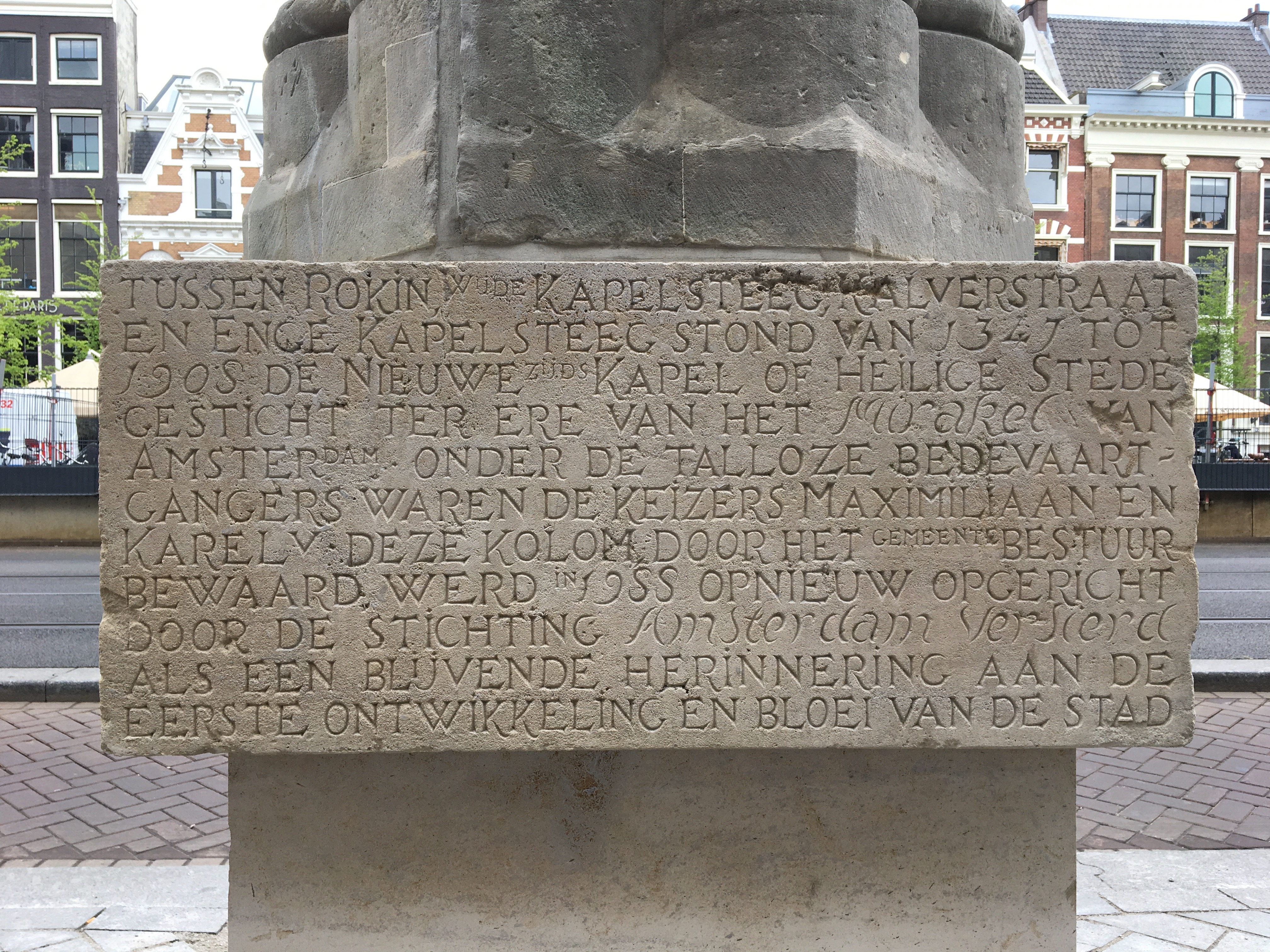
Inscriptie